# ヨーロッパスズガエル
ヨーロッパスズガエル（欧羅巴鈴蛙、Bombina bombina）はスズガエル科に分類されるカエルの一種。

## 分布
アルバニア、ウクライナ、オーストリア、カザフスタン西部、ギリシャ、クロアチア、スウェーデン、スロバキア、セルビア、チェコ、デンマーク、ドイツ、トルコ、ハンガリー、ブルガリア、ベラルーシ、ボスニア・ヘルツェゴビナ、ポーランド、マケドニア共和国、モンテネグロ、モルドバ、ラトビア、リトアニア、ロシア西部（ウラル山脈以西）

## 形態

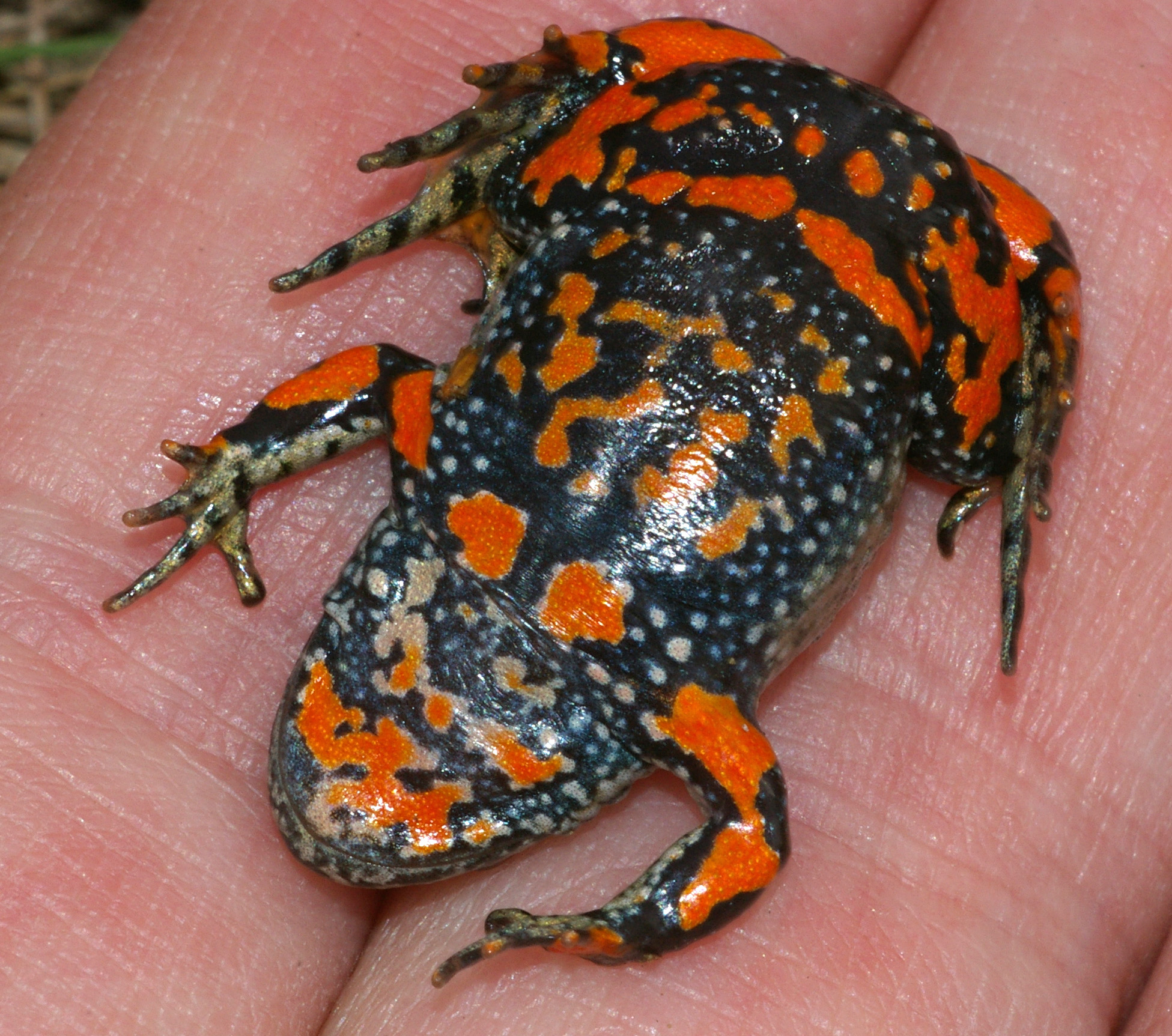
腹面

体長5.5cm。体は扁平で背面は褐色や灰色に黒い斑紋、腹面はオレンジや黄色に黒い不規則な斑紋と白い斑点が入る。
スズガエル属の別種キバラスズガエルと分布が重なる場所では種間雑種を作ることもある。

## 生態
草原や森林にある河川や池の周辺に生息する。皮膚から毒液を分泌し、外敵に襲われると四肢と体を反ったりひっくり返り腹部の派手な警戒色を見せる対捕食者姿勢をとる。秋になると穴を掘り、その中で冬眠を行う。
食性は肉食性で昆虫類や甲殻類、ミミズ等を食べる。
繁殖形態は卵生で、5-6月に岩の下や水草等に不規則な卵塊を産む。

## 人間との関係
ペットとして飼育されることもあり、日本にも輸入される。流通量は少ない。
本種に限ったことではないが皮膚に毒を持つので基本的には素手で触れたりせず（カエルとしてもストレスになったり、人間の体温は高温過ぎるため）、触った時には必ず手を洗うようにする。